# Максім Лестьєнн
Максі́м Лестьє́нн (фр. Maxime Lestienne, нар. 17 червня 1992, Кортрейк) — бельгійський футболіст, нападник клубу «Стандард» (Льєж).
Виступав, зокрема, за клуби «Брюгге» та «Рубін», а також молодіжну збірну Бельгії.

## Клубна кар'єра
Народився 17 червня 1992 року в місті Кортрейк. Вихованець футбольної школи клубу «Мускрон». Дорослу футбольну кар'єру розпочав 2008 року в основній команді того ж клубу, в якій провів два сезони, взявши участь у 20 матчах чемпіонату.
Після банкрутства футбольного клубу «Мускрон» Максім міг перейти «Евертон», але в кінцевому підсумку 6 січня 2010 року вибрав «Брюгге». Відіграв за команду з Брюгге наступні чотири з половиною сезони своєї ігрової кар'єри. Більшість часу, проведеного у складі «Брюгге», був основним гравцем атакувальної ланки команди, зігравши за клуб понад 100 матчів у чемпіонаті і двічі став віце-чемпіоном Бельгії.
Влітку 2014 року права на футболіста придбали інвестори з Катару, клубу «Аль-Арабі» і віддали його в оренду в італійський «Дженоа» з правом викупу за 20 млн євро, де він провів наступний сезон. Влітку 2015 року Максім на правах оренди перейшов у нідерландський ПСВ. У складі ПСВ він став чемпіоном і володарем Суперкубка Нідерландів.
Влітку 2016 року Лестьєнн перейшов у російський «Рубін», підписавши з клубом контракт на чотири роки. 

## Виступи за збірні
2007 року дебютував у складі юнацької збірної Бельгії, взяв участь у 35 іграх на юнацькому рівні, відзначившись 11 забитими голами.
Протягом 2010—2013 років залучався до складу молодіжної збірної Бельгії. У 2011 році Лестьєнн у складі юнацької збірної Бельгії брав участь у юнацькому чемпіонаті Європи (U-19) у Румунії. На турнірі він зіграв у матчах проти однолітків з Іспанії, Туреччинита Сербії. Всього на молодіжному рівні зіграв у 9 офіційних матчах, забив 1 гол.

## Статистика виступів

### Статистика клубних виступів
| Сезон               | Команда             | Чемпіонат           | Чемпіонат | Чемпіонат | Національний кубок | Національний кубок | Національний кубок | Континентальні кубки | Континентальні кубки | Континентальні кубки | Інші змагання | Інші змагання | Інші змагання | Усього | Усього |
| Сезон               | Команда             | Ліга                | Ігор      | Голів     | Ліга               | Ігор               | Голів              | Ліга                 | Ігор                 | Голів                | Ліга          | Ігор          | Голів         | Ігор   | Голів  |
| ------------------- | ------------------- | ------------------- | --------- | --------- | ------------------ | ------------------ | ------------------ | -------------------- | -------------------- | -------------------- | ------------- | ------------- | ------------- | ------ | ------ |
| 2008–09             | «Мускрон»           | ЛЖ                  | 2         | 0         | КБ                 | 0                  | 0                  | -                    | -                    | -                    | -             | -             | -             | 2      | 0      |
| 2009-gen. 2010      | «Мускрон»           | ЛЖ                  | 18        | 3         | КБ                 | 0                  | 0                  | -                    | -                    | -                    | -             | -             | -             | 18     | 3      |
| Усього за «Мускрон» | Усього за «Мускрон» | Усього за «Мускрон» | 20        | 3         |                    | 0                  | 0                  |                      | -                    | -                    |               | -             | -             | 20     | 3      |
| gen.-giu. 2010      | «Брюгге»            | ЛЖ                  | 5+7       | 0+1       | КБ                 | 2                  | 0                  | ЛЄ                   | 2                    | 0                    | -             | -             | -             | 16     | 1      |
| 2010–11             | «Брюгге»            | ЛЖ                  | 11+4      | 2+0       | КБ                 | 2                  | 0                  | ЛЄ                   | 1+2                  | 0+0                  | -             | -             | -             | 20     | 2      |
| 2011–12             | «Брюгге»            | ЛЖ                  | 13+6      | 3+3       | КБ                 | 1                  | 0                  | ЛЄ                   | 2+3                  | 0+1                  | -             | -             | -             | 25     | 7      |
| 2012–13             | «Брюгге»            | ЛЖ                  | ?10       | 12+5      | КБ                 | 2                  | 0                  | ЛЧ + ЛЄ              | 1+6                  | 0+1                  | -             | -             | -             | 47     | 18     |
| 2013–14             | «Брюгге»            | ЛЖ                  | 29+10     | 10+1      | КБ                 | 2                  | 0                  | ЛЄ                   | 1                    | 0                    | -             | -             | -             | 42     | 11     |
| ago. 2014           | «Брюгге»            | ЛЖ                  | 4         | 0         | КБ                 | 0                  | 0                  | ЛЄ                   | 3                    | 0                    | -             | -             | -             | 7      | 0      |
| Усього за «Брюгге»  | Усього за «Брюгге»  | Усього за «Брюгге»  | 90+37     | 27+10     |                    | 9                  | 0                  |                      | 21                   | 2                    |               | -             | -             | 157    | 39     |
| 2014–15             | «Дженоа»            | A                   | 23        | 1         | КІ                 | 1                  | 0                  | -                    | -                    | -                    | -             | -             | -             | 24     | 1      |
| 2015–16             | ПСВ                 | ЕД                  | 8         | 1         | КН                 | 1                  | 0                  | ЛЧ                   | 2                    | 2                    | СН            | -             | -             | 11     | 3      |
| Усього за кар'єру   | Усього за кар'єру   | Усього за кар'єру   | 141+37    | 32+10     |                    | 11                 | 0                  |                      | 23                   | 4                    |               | -             | -             | 208    | 46     |

## Титули і досягнення
- Чемпіон Нідерландів (1):

ПСВ: 2015-16
- Володар Суперкубка Нідерландів (1):

ПСВ: 2015
- Володар Суперкубка Сінгапуру (2):

«Лайон Сіті Сейлорс»: 2022, 2024
- Володар Кубка Сінгапуру (2):

«Лайон Сіті Сейлорс»: 2023, 2024-25
- Чемпіон Сінгапуру (1):

Лайон Сіті Сейлорс: 2024-25